# Asemonea cristata
Asemonea cristata är en spindelart som beskrevs av Tord Tamerlan Teodor Thorell 1895. Asemonea cristata ingår i släktet Asemonea och familjen hoppspindlar. Inga underarter finns listade i Catalogue of Life.